# Dysstroma imitaria
Dysstroma imitaria är en fjärilsart som beskrevs av Heydemann 1929. Dysstroma imitaria ingår i släktet Dysstroma och familjen mätare. Inga underarter finns listade i Catalogue of Life.